# Trigonella adscendens
Trigonella adscendens là một loài thực vật có hoa trong họ Đậu. Loài này được (Nevski) Afan. & Gontsch. miêu tả khoa học đầu tiên.